# Asia Rugby Championship Division 1 2023
El Asia Rugby Championship Division 1 de 2023 fue la decimoctava edición del torneo de segunda división organizado por la federación asiática (AR).
El campeonato se disputó en la ciudad de Lahore, Pakistán.

## Equipos participantes
- Selección de rugby de Emiratos Árabes Unidos
- Selección de rugby de Pakistán

## Tabla de posiciones
| Pos. | Equipo                 | Encuentros | Encuentros | Encuentros | Encuentros | Tantos  | Tantos    | Tantos     | Puntos Bonus | Puntos Totales |
| Pos. | Equipo                 | jugados    | ganados    | empatados  | perdidos   | a favor | en contra | diferencia | Puntos Bonus | Puntos Totales |
| ---- | ---------------------- | ---------- | ---------- | ---------- | ---------- | ------- | --------- | ---------- | ------------ | -------------- |
| 1    | Emiratos Árabes Unidos | 2          | 2          | 0          | 0          | 188     | 3         | +185       | 2            | 10             |
| 3    | Pakistán               | 2          | 0          | 0          | 2          | 3       | 188       | -185       | 0            | 0              |

Nota: Se otorgan 4 puntos al equipo que gane un partido, 2 al que empate y 0 al que pierda
Puntos Bonus: 1 punto por convertir 4 tries o más en un partido y 1 al equipo que pierda por no más de 7 tantos de diferencia

## Desarrollo
| 4 de julio | Pakistán | 3 - 93 | Emiratos Árabes Unidos |  |  |

| 8 de julio | Pakistán | 0 - 95 | Emiratos Árabes Unidos |  |  |

| Bandera de Emiratos Árabes Unidos               |
| Campeón de la División 1 Emiratos Árabes Unidos |
| Primer título                                   |